# 欧维利耶
欧维利耶（法語：Auvilliers，法語發音：[ovilje]）是法国滨海塞纳省的一个市镇，属于迪耶普区。

## 地理
欧维利耶（49°45'34"N, 1°34'34"E）面积4.89 平方千米，位于法国诺曼底大区滨海塞纳省，该省份为法国北部沿海省份，其西部及北部濒大西洋英吉利海峡，东起顺时针与索姆省、瓦兹省、厄尔省和卡爾瓦多斯省接壤。
与欧维利耶接壤的市镇（或旧市镇、城区）包括：。

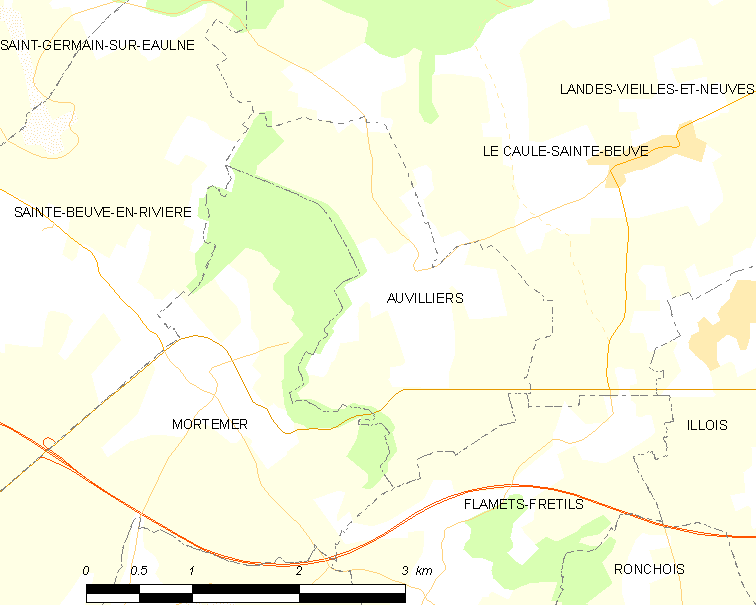
欧维利耶的OSM定位图

欧维利耶的时区为UTC+01:00、UTC+02:00（夏令时）。

## 行政
欧维利耶的邮政编码为76270，INSEE市镇编码为76042。

## 政治
欧维利耶所属的省级选区为布赖地区讷沙泰勒县。

## 人口

1962-2008年间欧维利耶人口变化图示

欧维利耶于2022年1月1日时的人口数量为103人。